# كارل فون ديكر
كارل فون ديكر (بالألمانية: Karl von Decker)‏ (و. 1784 – 1844 م) هو مؤلف، وكاتب، وضابط ألماني، ولد في برلين، ويحمل رتبة عسكرية فريق أول، توفي في ماينتس، عن عمر يناهز 60 عاماً.

## جوائز
حصل على جوائز منها:
- وسام الاستحقاق